# Charmont-en-Beauce
Charmont-en-Beauce település Franciaországban, Loiret megyében. Lakosainak száma 340 fő (2022. január 1.). Charmont-en-Beauce Autruy-sur-Juine, Greneville-en-Beauce, Guigneville, Léouville, Morville-en-Beauce és Outarville községekkel határos.

## Népesség
A település népességének változása:
| Lakosok száma | 372  | 351  | 336  | 362  | 406  | 376  | 367  | 350  | 341  | 340  |
|               | 1968 | 1982 | 1990 | 2006 | 2013 | 2015 | 2017 | 2019 | 2020 | 2022 |